# Петнист кралски саламандър
Петнистите кралски саламандри (Neurergus kaiseri) са вид земноводни от семейство Саламандрови (Salamandridae).
Срещат се в ограничен район в югозападната част на Иран.
Таксонът е описан за пръв път от американския зоолог Карл Патърсън Шмид през 1952 година.